# ミリッチ・ヨヴァノヴィッチ
ミリッチ・ヨヴァノヴィッチ（セルビア語: Милић Јовановић, ラテン文字転写: Milić Jovanović、1966年2月10日 - ）は、セルビア（旧ユーゴスラビア）の元サッカー選手、サッカー指導者。ポジションはゴールキーパー。

## タイトル

### レッドスター・ベオグラード
- ユーゴスラビア・プルヴァ・リーガ：1990-91
- UEFAチャンピオンズカップ：1990-91